# Apollo und Daphne

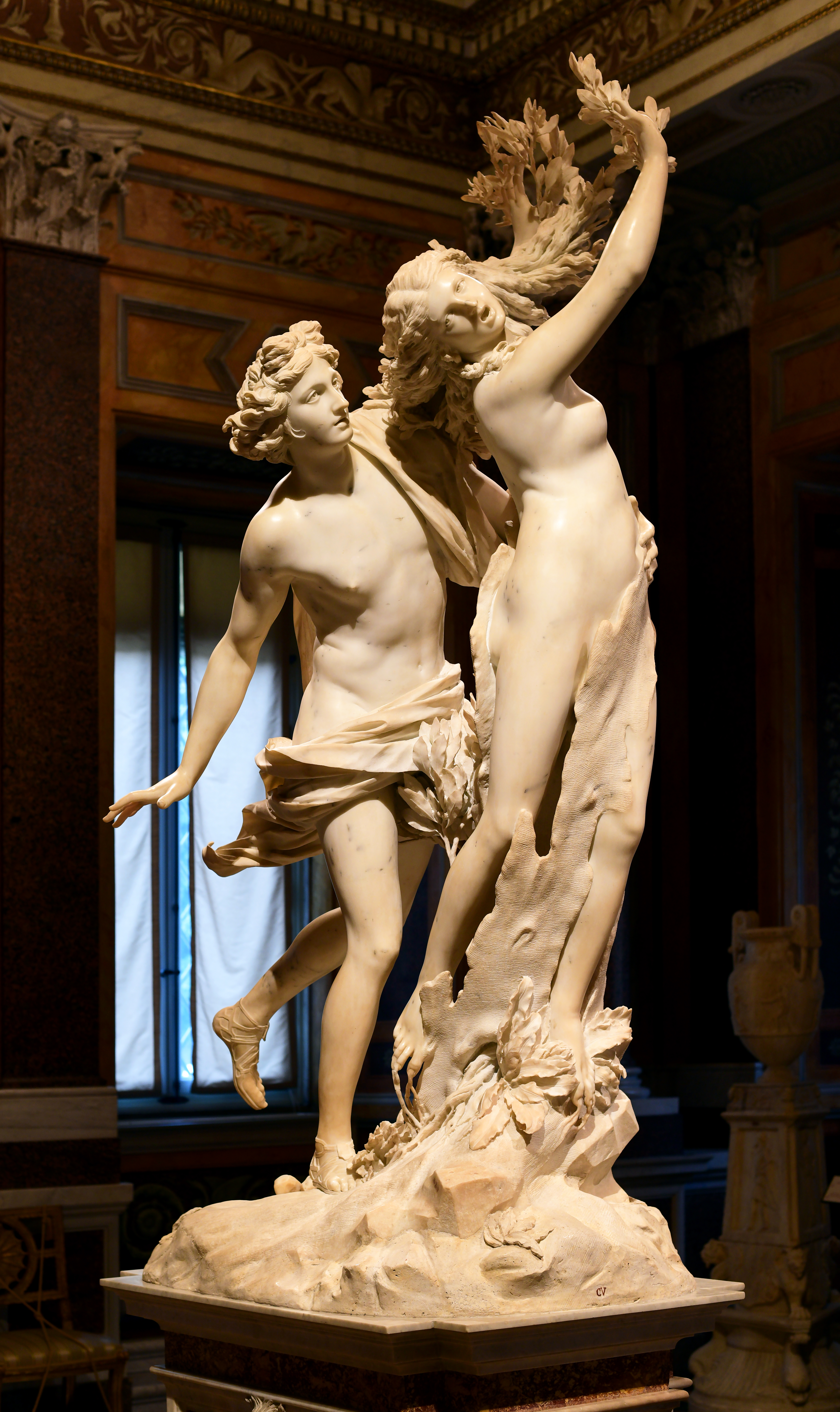
Apollo und Daphne

Apollo und Daphne ist eine lebensgroße barocke Marmor-Skulptur, die der italienische Künstler Gian Lorenzo Bernini in Zusammenarbeit mit Giuliano Finelli zwischen 1622 und 1625 schuf.

## Geschichte
Die Statue steht in der Galleria Borghese in Rom. Während des 19. Jahrhunderts wurde die Gruppe in der Loggia des Obergeschosses präsentiert, dann kehrte sie wieder zurück in die Mitte des Erdgeschoss-Saales. Die Skulptur ist 243 cm hoch und wurde aus einem Block Carrara-Marmor gearbeitet. Getragen wird die Gruppe von einem 115 cm hohen Marmorsockel mit reicher weißer Profilierung und rötlich-gelben Spiegeln. Entstanden ist das Werk im Auftrag von Kardinal Scipione Borghese als Finale der mythologischen Skulpturengruppen von Bernini, nach Aeneas und Anchises (1618–1619) und dem Raub der Proserpina (1621–1622). Die Skulptur stellt den Höhepunkt der Geschichte von Daphne und Phoebus aus Ovids Metamorphosen dar.

## Darstellung
Das Werk zeigt das Motiv der Verfolgung von Daphne durch den Gott Apoll, der die fliehende Nymphe zu vergewaltigen versucht. Dargestellt ist der Moment, in dem sich Daphne in einen Lorbeerbaum verwandelt, während Apoll sie einzuholen scheint. Umschreitet man zunächst die Skulptur von hinten, entgegen dem Uhrzeigersinn, zeigt sich Apoll im Laufschritt, wie er dabei zu sein scheint, Daphne einzuholen. Er befindet sich in einer dynamischen Bewegung, sein Gewicht ruht auf dem rechten Bein, sein linkes ist noch im Laufprozess. Der rechte Arm ist nach hinten gestreckt, während der linke Arm bereits zur Umarmung Daphnes angesetzt hat. Apoll ist ausschließlich mit einem Tuch bedeckt, welches um sein Becken und seine linke Schulter drapiert ist. Sein Blick ist nach vorn ausgerichtet und sein Mund leicht geöffnet. Beim weiteren Umgehen der Skulptur zeigt sich der nackte, mädchenhafte Körper der Nymphe Daphne im Beginn der Metamorphose. Bemerkenswert ist das Fortschreiten der Verwandlung, je weiter man der Laufrichtung der Figurengruppe folgt. Daphne ist im Gegensatz zu Apoll statisch mit dem Boden verwachsen, um ihre Beine ragt ansteigend bis zur linken Hüfte hinauf Baumrinde. Ihre Körperhaltung ist gedreht, der Oberkörper entgegen den Beinen nach links ausgerichtet und die Arme sind zum Himmel gestreckt. Daphne hat ihren Kopf in den Nacken gelegt, ihr Blick wirkt elegisch und ihr Mund scheint zu einem Schrei geformt, Verzweiflung ist in ihren Gesichtszügen zu lesen. Die Metamorphose Daphnes wird deutlich an den zarten Händen, an den kleinen Zweigen eines entstehenden Lorbeerbaumes, ebenso an den Lorbeerblättern, die an der linken Seite ihres Kopfes und ihrer Haare sprießen.

## Rezeption

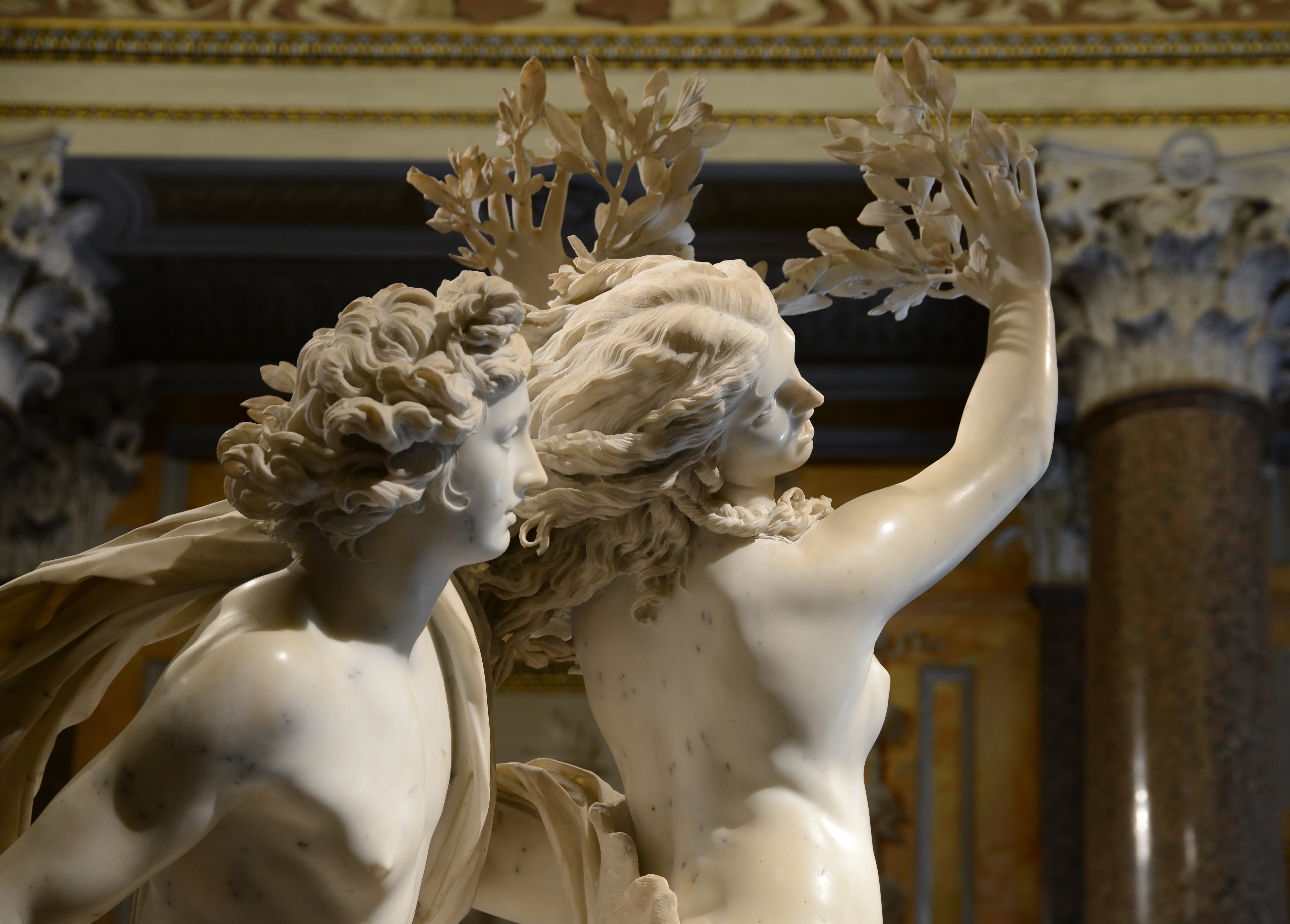
Detail

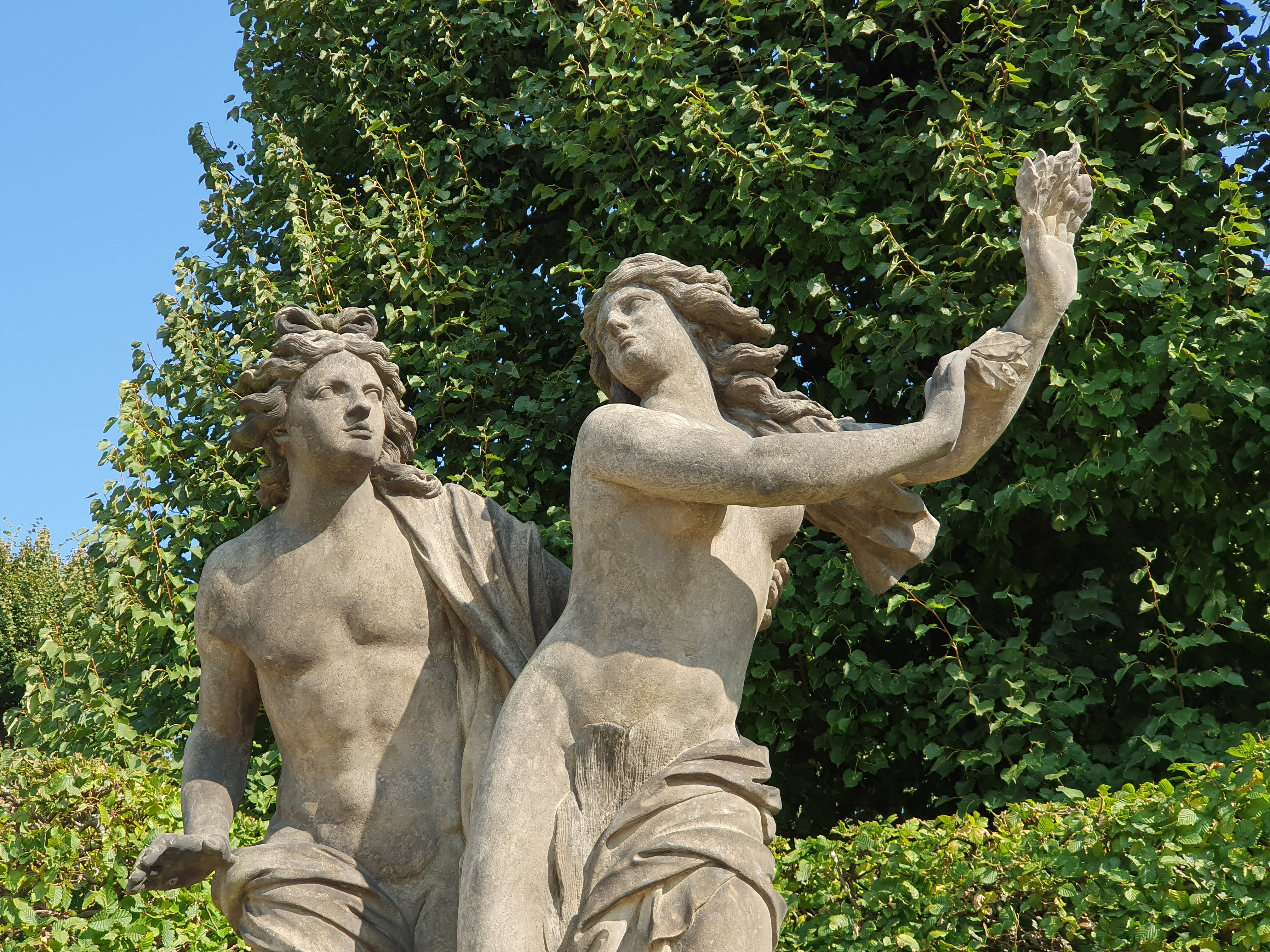
Apollo und Daphne im Barockgarten Großsedlitz (Foto 2024)

### Kunstgeschichte
Peter Anselm Riedl sieht in seiner kunsthistorischen Betrachtung eine Bewegung der beiden Figuren, welche sich gegenseitig auf kunstvolle Weise zu antworten scheinen. Er spürt Gesetze von dynamischer Parallelität auf. „Die große, ausweichende Kurve des Mädchenkörpers, die nachdrängende Form der männlichen Gestalt, die ausfahrende Armbewegung der Nymphe, das Kontermotiv des schräg nach unten gestreckten Arms des Gottes: alles spielt auf das wirkungsvollste zusammen oder gegeneinander und sichert der Gruppe einen überraschenden Bewegungsreichtum.“
Im Barockgarten Großsedlitz stehen acht Doppelfiguren  Liebespaare der antiken Mythologie, die als die schönsten Skulpturen des Parks gelten. Georg Dehio vermutet, dass sie aus der Werkstatt des sächsischen Hofbildhauers Johann Benjamin Thomae (1682–1751) stammen.  Unter ihnen sticht wiederum die Doppelfigur Apollo und Daphne hervor, die sich an Berninis Marmorskulptur orientiert, etwa die aus den Fingern wachsenden Lorbeerblätter. Obwohl aus Sandstein gefertigt, ist die Doppelskulptur ähnlich eindrucksvoll wie die Berninis.

### Musik
1709/10 komponierte Georg Friedrich Händel die Cantata drammatica Apollo e Dafne (HWV 122), deren deutscher Titel „Apollo und Daphne“ lautet.
Diese Skulptur soll Richard Strauss zu seiner Oper Daphne angeregt haben.